# F1ポールポジション
『F1ポールポジション』（エフワンポールポジション、POLE POSITION＝番組タイトルクレジットではこのアルファベット表記が用いられていた）は、1989年から1994年まで一部フジテレビ系列局で放送されたF1関連の情報番組。全171回。

## 内容
- 前戦の回顧や中継で網羅できなかった各チームの動向などの情報や分析
- 出場チーム紹介
- チームのマシンやテスト状況
- ドライバーの結婚式や年始の挨拶

これらは主に司会と今宮純で行われた。
1989年10月から古舘が参加すると企画が増え、主にオフシーズンにこれらが放送された。
- 津川哲夫（元F1メカニック）によるサーキット周辺の紹介（旅番組風）
- 川井一仁によるF1界の非売品（マニアグッズ）の披露（古舘からは「オタッキー川井ちゃんのコーナー」と呼ばれた）
- 昔の有名なドライバーやマシン、レース、チームなどにスポットを当てた特集
- テーマ曲はカシオペアの「FIGHT MAN」。

## 出演者
- 古舘伊知郎
- 平子理沙
- 今宮純
- 森脇基恭
- 川井一仁
- 津川哲夫

## スタッフ
- 構成：高桐唯詩
- 美術：川島努
- デザイン：水上啓光 → 塩入隆史
- オープニングCG：大村卓
- 技術：山崎重信 → 堀田満之
- 照明：須藤直宏 → 澤田篤宏
- 音響効果：長谷川龍（NOISE）
- 編集：立原雅人（東京フィルム・メート）→ 西勝隆行（共同テレビ）
- TK：草薙結喜子（メディアプロデュース）→ 小島陽子
- AP：横倉登美子（メディアプロデュース）
- ディレクター：松野博文、堀信之 → 菊池裕、峰岸淳、田熊清
- プロデューサー：浅見則夫 → 松野博文
- 制作：フジテレビスポーツ局
- 制作著作：フジテレビ

## 放送局
フジテレビと東海テレビなどで放送。
フジテレビでは1989年4月から1994年3月まで、同局の深夜番組放送枠『JOCX-TV2』内で放送されていた。東海テレビでは1989年10月20日から1994年3月11日まで、同局の深夜番組放送枠『スーパーフライデー24』→『スーパーサタデー25』→『スーパーフライデー25』内で不定期放送されていた。